# جون دكورث
جون دكورث (بالإنجليزية: John Duckworth)‏ هو لاعب كرة قدم أسترالية أسترالي، ولد في 19 يناير 1949 في Lake Grace, Western Australia ‏ في أستراليا.

## وصلات خارجية
- جون دكورث على موقع AustralianFootball.com (الإنجليزية)
- جون دكورث على موقع AFLtables.com (الإنجليزية)